# SJ AB

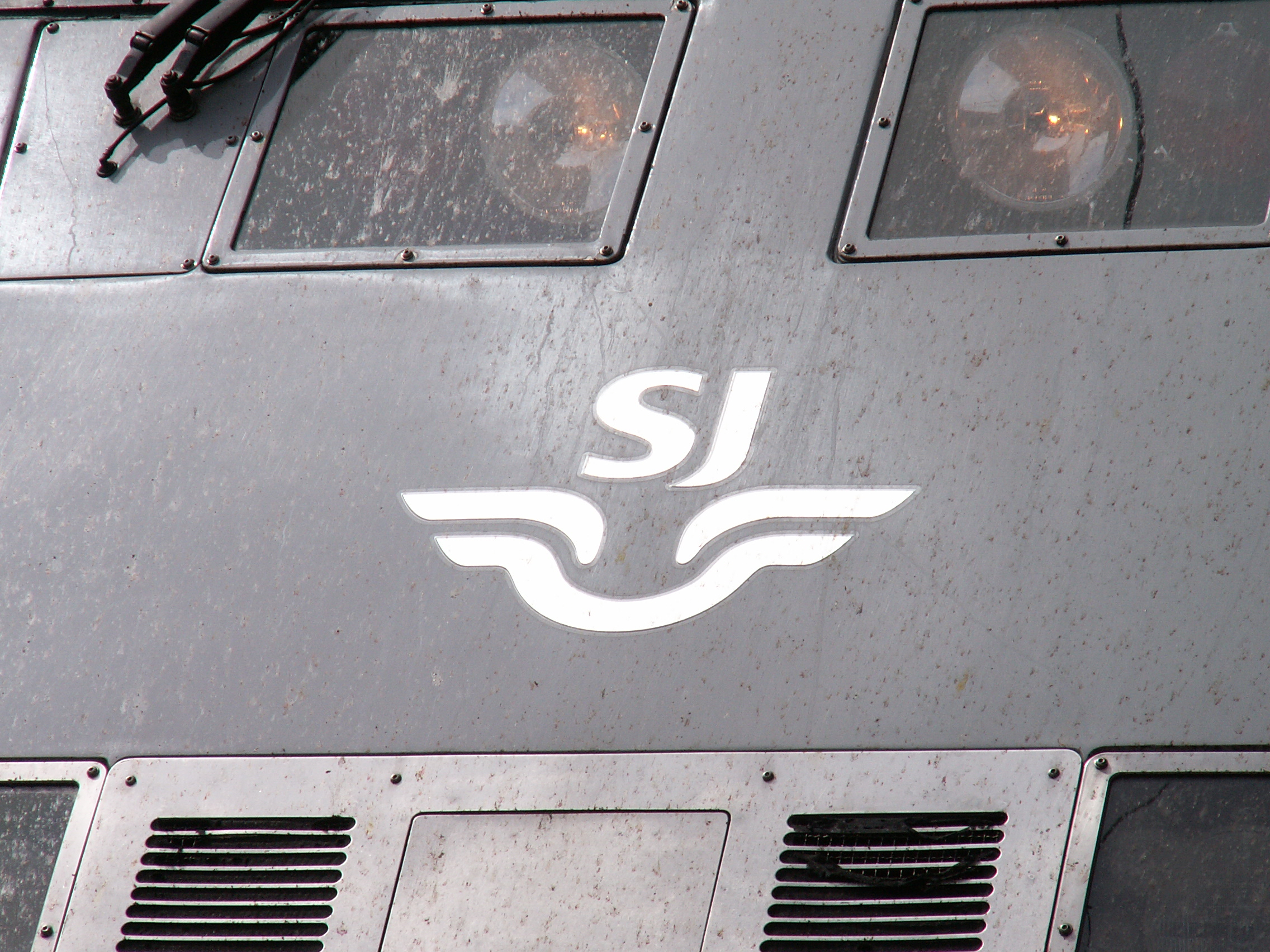
Logo SJ AB na jednotce řady X2000

SJ AB (VKM: SJ) je železniční dopravce provozující osobní dopravu ve Švédsku. Společnost vznikla v roce 2000 v rámci dělení státní agentury Statens Järnvägar. V roce 2006 firma přepravila 37,4 milionu cestujících.